# Juzaine
Juzaine is een gehucht in de Belgische provincie Luxemburg. Het ligt in Bomal, een deelgemeente van Durbuy. Juzaine ligt aan de Aisne, een kilometer ten zuidoosten van het centrum van Bomal.

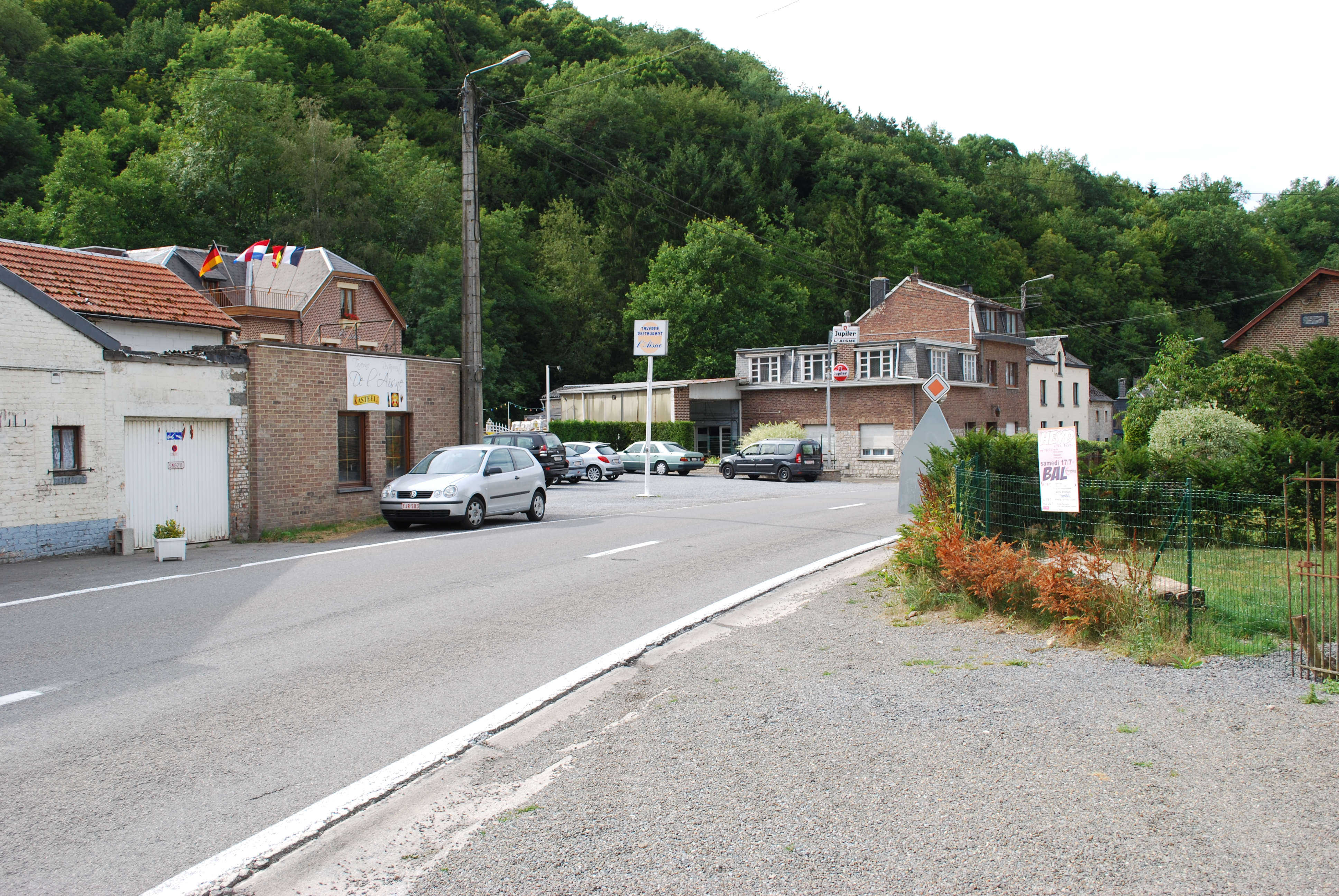
Juzaine langs de N806

## Geschiedenis
Op de Ferrariskaart uit de jaren 1770 staat de plaats weergegeven als het dorpje Jusaine. Op het eind van het ancien régime werd Juzaine een gemeente, maar deze werd in 1823 alweer opgeheven en bij Bomal gevoegd. In 1977 werd Bomal met daarin Juzaine een deelgemeente van Durbuy.

## Bezienswaardigheden
- De beschermde Sint-Denijskapel

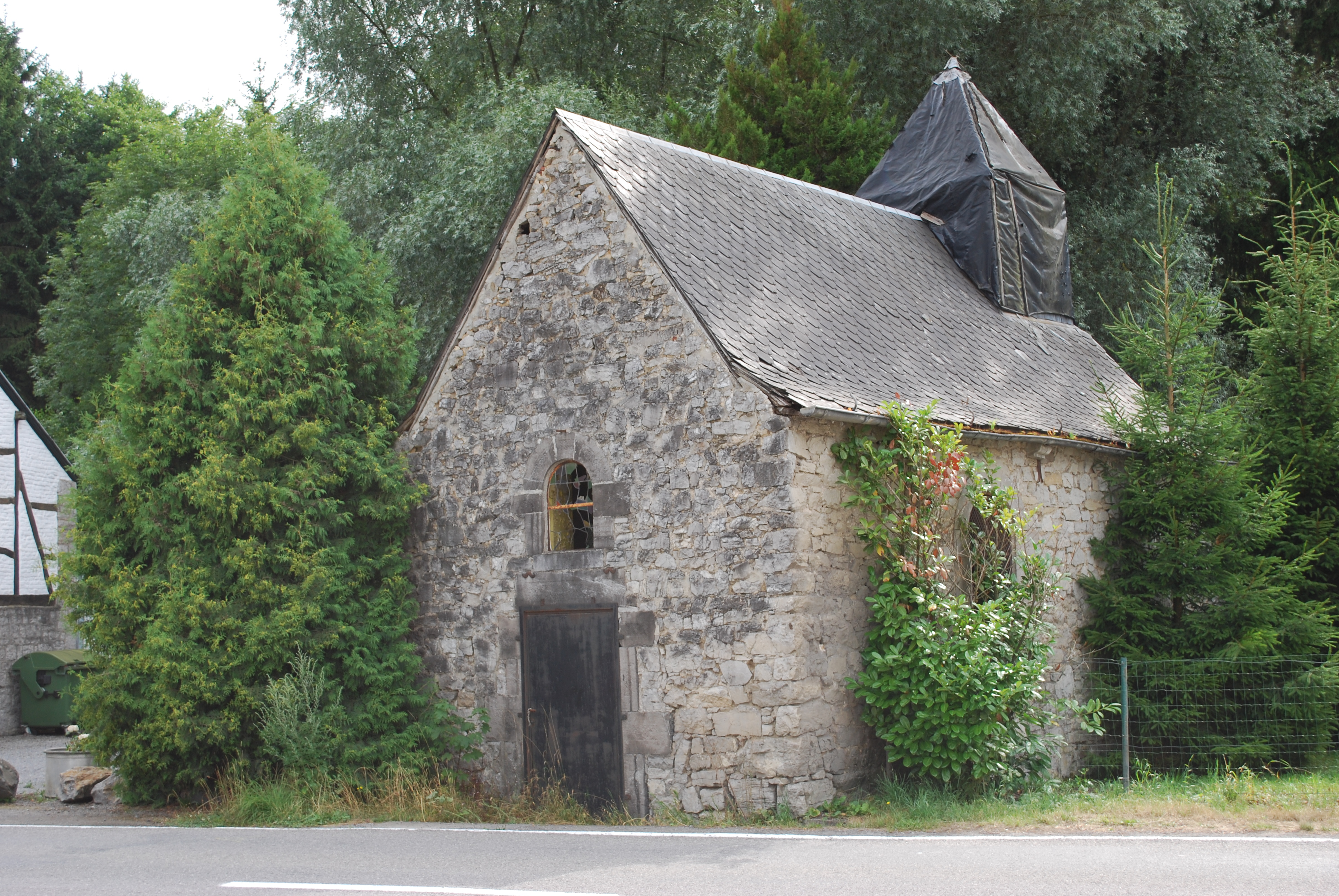
Sint-Denijskapel

- De kleine grot van "Coléoptére" (kevergrot), met vondsten van o.m. okersporen en van gesculpteerd mammoetivoor daterend tussen 15.000 en 9.000 BC.

## Verkeer en vervoer
Door Juzaine loopt de N806 van Bomal naar Manhay.
Deelgemeenten: Barvaux · Bende · Bomal · Borlon · Durbuy · Grandhan · Heyd · Izier · Septon · Tohogne · Villers-Sainte-Gertrude · Wéris

Overige plaatsen: Aisne · Bohon · Grande Enneille· Herbet · Hermanne · Houmart · Juzaine · Longueville · Morville · Oneux · Oppagne · Ozo · Palenge · Pas-Bayard · Petite Enneille · Petite-Somme · Petithan · Rome · Verlaine-sur-Ourthe · Warre

Belgische gemeenten · Arrondissement Marche-en-Famenne · Luxemburg · Wallonië